# Státní sbírka hudebních nástrojů
Státní sbírka hudebních nástrojů je jedním z oddělení Českého muzea hudby, které je nedílnou součásti Národního muzea.
Hudební nástroje sbíralo Národní muzeum již od počátku své existence. Původně byly nástroje shromažďovány v oddělení Historické archeologie, od roku 1946 se staly součástí Českého muzea hudby. V roce 1953 byl vyčleněný samostatný fond smyčcových nástrojů špičkových kvalit, určených pro koncertní činnosti. Tyto nástroje jsou svěřovány významným českým umělcům nebo nadějným adeptům hudebního umění na základě nájemní smlouvy uzavírané na dobu určitou.
Nástroje jsou podle své pojistné hodnoty rozděleny do pěti kategorií (čím vyšší je hodnota nástroje, tím vyšší je kategorie), od toho se odvíjí i cena pronájmu hrazená hudebníky.
Aktuální přehled smyčcových nástrojů ve Státní sbírce hudebních nástrojů:
- Housle

| I.   | 1/2 Homolka            | k zapůjčení |
| I.   | 3/4 Salo, dílna Strnad | zapůjčeno   |
| II.  | Camilli                | k zapůjčení |
| II.  | Gagliano               | k zapůjčení |
| II.  | italský anonym         | k zapůjčení |
| II.  | Nicolas                | zapůjčeno   |
| II.  | Pilař                  | k zapůjčení |
| II.  | Pilař                  | k zapůjčení |
| II.  | Strnad                 | k zapůjčení |
| III. | Guarneri               | k zapůjčení |
| III. | Špidlen                | zapůjčeno   |
| IV.  | Degani                 | k zapůjčení |
| IV.  | Testore                | k zapůjčení |
| IV.  | Lupot                  | k zapůjčení |
| IV.  | Pressenda              | k zapůjčení |
| IV.  | Tecchler               | k zapůjčení |
| IV.  | Tononi                 | k zapůjčení |
| V.   | Guarneri del Gesù      | k zapůjčení |
| V.   | Ruger                  | k zapůjčení |
| V.   | Stradivarius           | k zapůjčení |

- Viola

| II. | A. et H. Amati | k zapůjčení |
| II. | A. et H. Amati | k zapůjčení |
| II. | Pilař          | k zapůjčení |
| II. | Strnad         | k zapůjčení |
| IV. | Bernardel      | zapůjčeno   |

- Violoncello

| II. |  | Castello     | k zapůjčení |
| II. |  | Cerutti      | zapůjčeno   |
| II. |  | Lupač        | k zapůjčení |
| II. |  | Lupač        | k zapůjčení |
| IV. |  | Bott         | k zapůjčení |
| IV. |  | Gagliano     | zapůjčeno   |
| IV. |  | Rogerius Bon | k zapůjčení |
| IV. |  | Grancino     | k zapůjčení |
| IV. |  | Guadagnini   | k zapůjčení |
| IV. |  | Montagnana   | k zapůjčení |